# Xiangqiao (sockenhuvudort i Kina, Hubei Sheng, lat 30,34, long 115,75)
Xiangqiao (kinesiska: 向桥) är en sockenhuvudort i Kina. Den ligger i provinsen Hubei, i den centrala delen av landet, omkring 140 kilometer öster om provinshuvudstaden Wuhan. Antalet invånare är 36 759. Befolkningen består av 17 274 kvinnor och 19 485 män. Barn under 15 år utgör 16,0 %, vuxna 15-64 år 72 %, och äldre över 65 år 10,0 %.
Runt Xiangqiao är det tätbefolkat, med 659 invånare per kvadratkilometer. Närmaste större samhälle är Liuhe, 17,1 km väster om Xiangqiao. I omgivningarna runt Xiangqiao växer i huvudsak blandskog.
Genomsnittlig årsnederbörd är 1 892 millimeter. Den regnigaste månaden är maj, med i genomsnitt 282 mm nederbörd, och den torraste är januari, med 46 mm nederbörd.